# Bürentogtoh
Bürentogtoh (mongoliska: Бүрэнтогтох сум, Бүрэнтогтох, Bürentogtoh Sum) är ett distrikt i Mongoliet.   Det ligger i provinsen Chövsgöl, i den centrala delen av landet, 600 km väster om huvudstaden Ulaanbaatar.